# 왕수영
왕수영(王秀英, 1937년 12월 21일 ~)은 대한민국의 여자 소설가이자 시인이다.
1937년 12월 21일 부산에서 태어나 연세대 국어국문학과를 졸업하였다. 일본에 거주한 경험과 경력으로 일본에서만 느낄 수 있었던 조국에 대한 그리움과 차별 대우를 받았던 경험을 평이하고 담담한 문체로 서술한다.

## 경력
1961년에 현대문학에 불을 지르리, 붕괴의 의미, 밤의 혈맥 등이 추천 완료되어 등단하였다.
2001년에는 한국문인협회 회원이 되었고 그 이후 한국여성문학인회 이사, 한국현대시인협회, 한국여류문학인회, 국제 펜클럽 한국본부 회원이 되었다.
수상경력으로는 제 11회 상화 시인상(1996)을 수상하였고, 제 32회 월탄문학상(1998)을 "조센징의 흉터"라는 작품으로 수상하였다. 더하여 2010년 11월 29일 달과 별과 타향의 시라는 시집으로 제 47회 한국 문학상 시 부문 수상자로 결정되었다.

## 작품
- 불을 지르리(1959)
- 붕괴의 의미(1960)
- 밤의 혈맥(1961)
- 에덴의 반역(1962)
- 우요일(1963)
- 피안(彼岸)의 그늘(1963)
- 동경(東京)은 저물다(1964)
- 백조(白鳥)(1965)
- 다시 고도(孤島)에(1965)
- 생존의미(1965)
- 여자가 거울을 보는 것은(1966)
- 이젠 아무것도(1967)
- 신혼(新婚)(1969)
- 화문의 영토(1970)
- 베개(1970)
- 청기와집 여인(1970)
- 변신(1971)
- 꽃꽂이(1971)
- 산사(山寺)의 여인(1971)
- 기억의 잔상(1971)
- 천국의 새(1971)
- 실명(失明)(1972)
- 천당과 지옥 사이(1972)
- 나와의 사별 외(1972)
- 할머니(1972)
- 병상(病床)(1973)
- 살인의 바다(1973)
- 모상(母喪)(1974)
- 유화(油畵)(1974)
- 고독한 이브(1974)
- 부재(不在)(1974)
- 겨울 파동(波動)(1974)
- 전람회의 그림 외(1974)
- 미친 바람(1976)